# Корша (коммуна)
Корша (фр. Corscia, корс. Corscia) — коммуна во Франции, находится в регионе Корсика. Департамент коммуны — Верхняя Корсика. Входит в состав кантона Голо-Морозалья. Округ коммуны — Корте.
Код INSEE коммуны — 2B095.

## Население
Население коммуны на 2008 год составляло 165 человек.
| 1962 | 1968 | 1975 | 1982 | 1990 | 1999 | 2008 |
| ---- | ---- | ---- | ---- | ---- | ---- | ---- |
| 254  | 290  | 276  | 260  | 156  | 155  | 165  |

## Экономика
В 2007 году среди 78 человек в трудоспособном возрасте (15—64 лет) 38 были активными, 40 — неактивными (показатель активности 48,7 %, в 1999 году было 34,7 %). Из 38 активных работали 30 человек (12 мужчин и 18 женщин), безработных было 8 (4 мужчины и 4 женщины). Среди 40 неактивных 5 человек были учениками или студентами, 20 — пенсионерами, 15 были неактивными по другим причинам.

## Фотогалерея

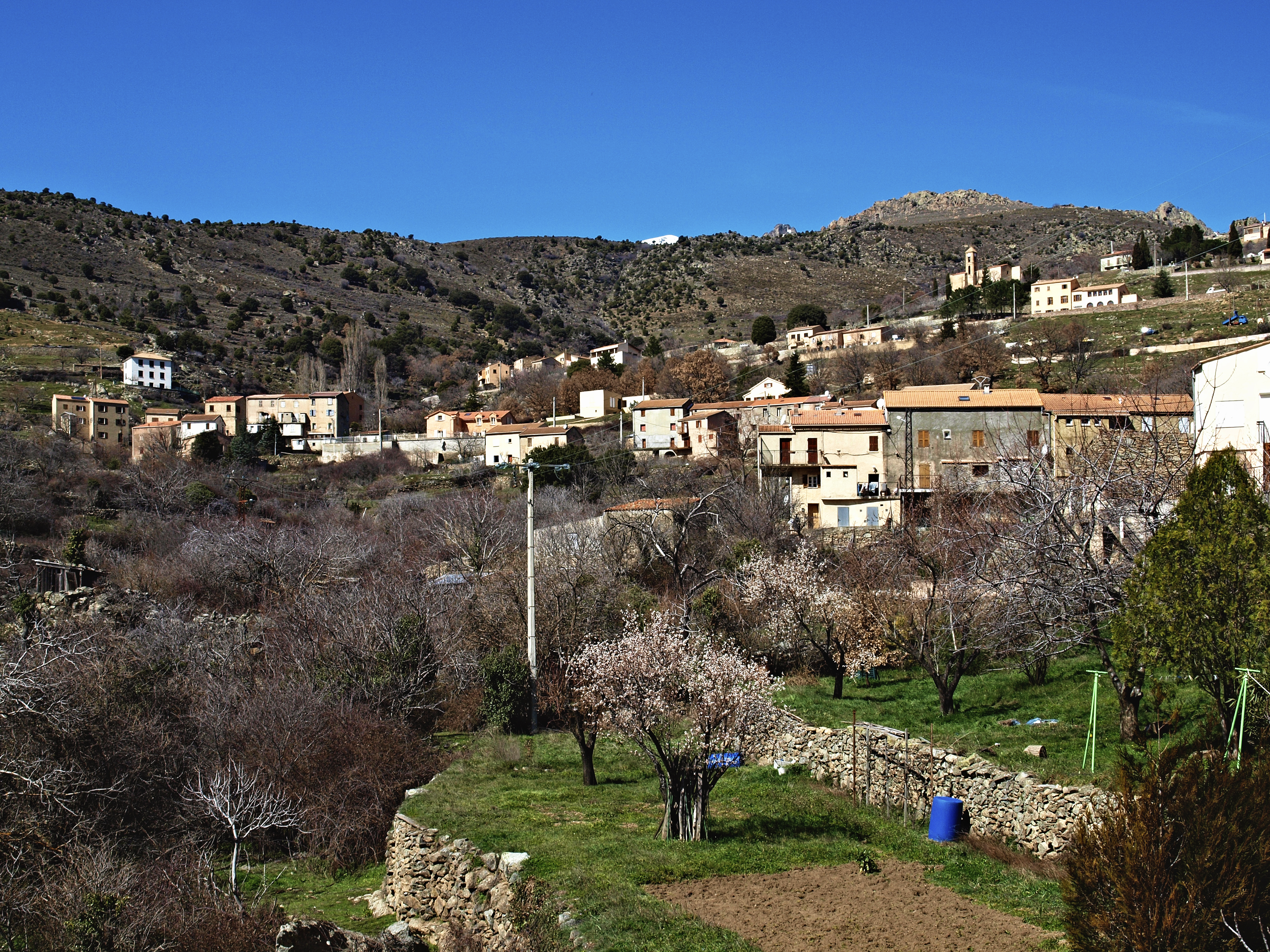
Корша
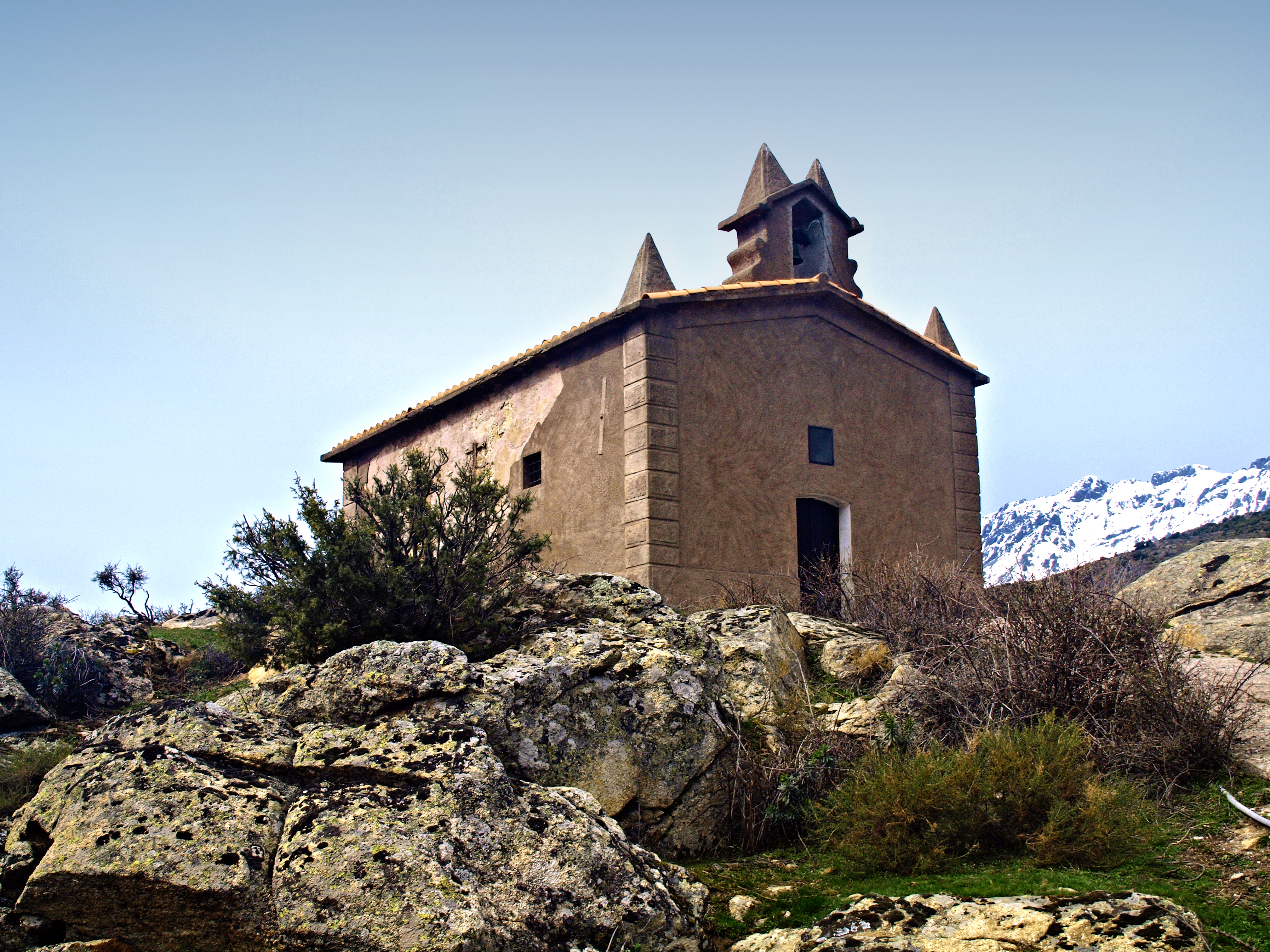
Часовня San Pancraziu
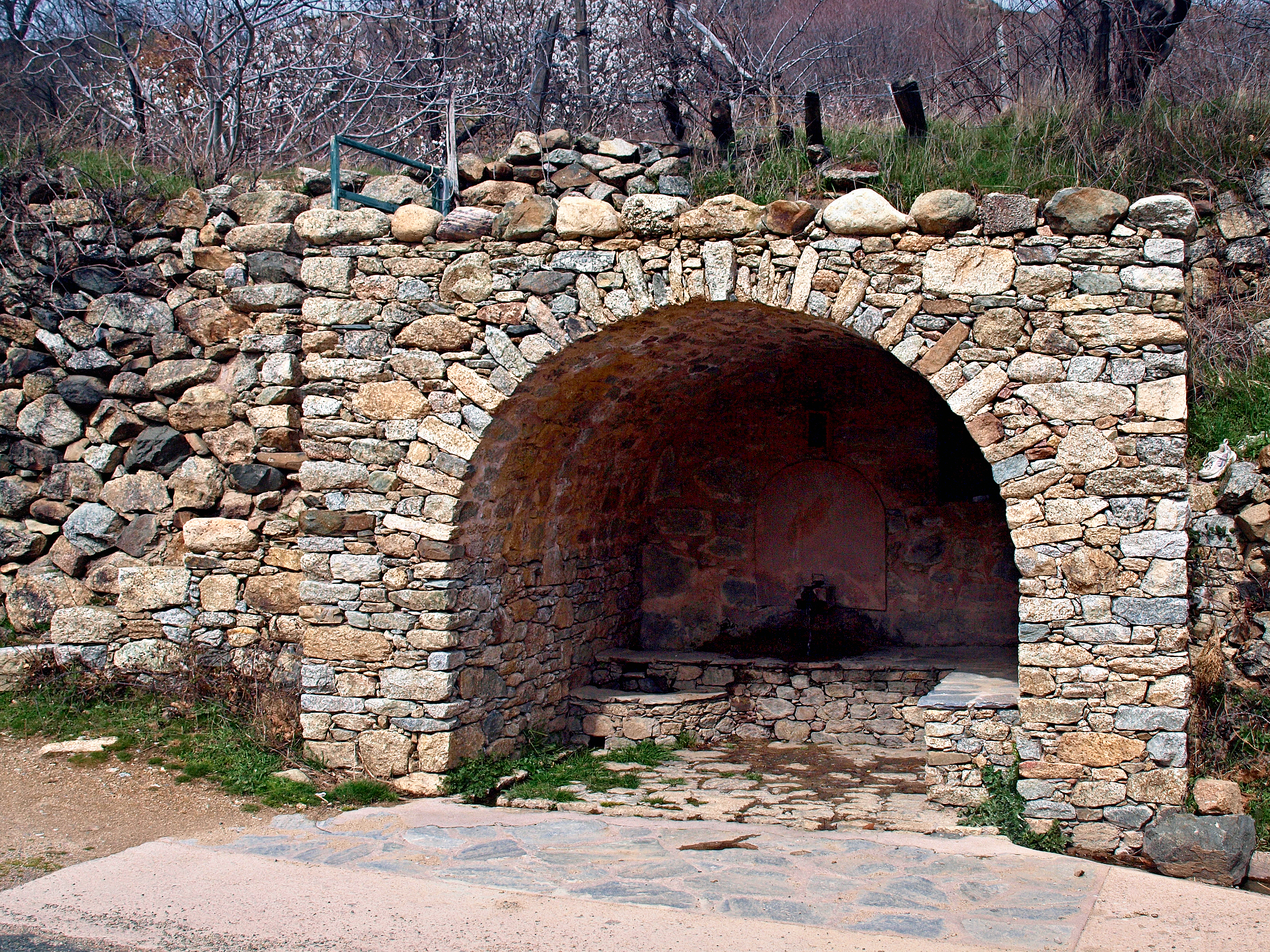
«Старый фонтан» рядом с церковью Сан-Сальвадор